# ویکتوریا سوارفسکی
ویکتوریا سواروفسکی (انگلیسی: Victoria Swarovski؛ زادهٔ ۱۶ اوت ۱۹۹۳ در اینسبروک) خواننده پاپ اهل اتریش است. وی دختر الکساندرا و پاول سواروفسکی است و یک خواهر کوچکتر به نام پائولینا دارد. در حالی که مادرش به عنوان روزنامه‌نگار کار می‌کند، پدرش در یک شرکت خانوادگی کار می‌کند. سال ۲۰۰۹ او به عنوان خواننده با آهنگ Get Gone در برنامه تلویزیونی ماریو بارت ظاهر شد. در ۱۷ سالگی، او یک قرارداد ضبط با سونی موزیک امضا کرد. درپاییز ۲۰۱۰ با یک در یک میلیون تک آهنگ اول او منتشر شد.